# Амрак
Амрак (в китайските източници Анлуо) е каган на Тюркския каганат, управлявал през 581 година.

## Живот
Той е син на владетеля Таспар, четвърти каган и син на основателя на Каганата Бумън от рода Ашина. Амрак наследява баща си след неговата смърт през 581 година, но малко по-късно братовчед му Талопиен, син на кагана Мукан, предявява претенции за трона, твърдейки, че Таспар е искал да му предаде титлата. Друг техен братовчед, Шету, син на кагана Исък, подкрепя Амрак, който се отказва от трона и му го предава, получавайки като владение областта около река Туул.
Няма сведения за живота на Амрак след това.